# Metapherna
Metapherna är ett släkte av fjärilar. Metapherna ingår i familjen äkta malar.
Kladogram enligt Catalogue of Life:
| Metapherna | \| \| Metapherna amaurodes \| \| \| \| \| \| Metapherna castella \| \| \| \| \| \| Metapherna isomacra \| \| \| \| \| \| Metapherna salsa \| \| \| \| |
|            | \| \| Metapherna amaurodes \| \| \| \| \| \| Metapherna castella \| \| \| \| \| \| Metapherna isomacra \| \| \| \| \| \| Metapherna salsa \| \| \| \| |
|            | Metapherna amaurodes |
|            | |
|            | Metapherna castella |
|            | |
|            | Metapherna isomacra |
|            | |
|            | Metapherna salsa |
|            | |